# Gregor Pjatigorskij
Gregor Pjatigorskij, född 4 april 1903 i Jekaterinoslav, Kejsardömet Ryssland, död 6 augusti 1976 i Los Angeles, Kalifornien, var en ryskfödd cellist verksam i USA.

## Biografi
Pjatigorskij föddes i Jekaterinoslav, som nu är Dnipropetrovsk i Ukraina, i en judisk familj. Som barn undervisades han i violin och piano av sin far. Efter att ha sett och hört cello beslöt han att bli cellist och fick sin första cello när han var sju år. Han fick tidigt ett stipendium till Moskvas konservatorium, där han studerade med Alfred von Glehn, Anatoliy Brandukov, och en viss Gubariov. Samtidigt kunde han tjäna pengar åt sin familj genom att spela på lokala kaféer.
Pjatigorskij var 13 år när ryska revolutionen ägde rum och kort därefter började han spela i Leninkvartetten. Vid 15 års ålder blev han anställd som solocellist vid Bolsjojteatern.
Ett par år senare, när myndigheterna inte tillät honom att åka utomlands för studier, lyckades han ta sig till Polen. Han studerade sedan en kort tid i Berlin och Leipzig, med Hugo Becker och Julius Klengel, och spelade i en trio på ett ryskt café för att tjäna pengar till mat. Där fanns bland andra Wilhelm Furtwängler, som hörde honom spela och anställde honom som solocellist i Berlinfilharmonikerna.
År 1929 besökte Pjatigorskij USA och spelade med Philadelphia Orchestra i Leopold Stokowski och New York Philharmonic under Willem Mengelberg. I Ann Arbor, Michigan, gifte han sig 1937 med Jacqueline de Rothschild, dotter till Édouard Alphonse James de Rothschild av den rika Rothschildfamiljen i Frankrike. På hösten, efter att ha återvänt till Frankrike, fick de sitt första barn, Jephta. Vid den nazistiska ockupationen i andra världskriget flydde familjen landet tillbaka till USA och bosatte sig i Elizabethtown, New York, i Adirondack Mountains. Deras son, Joram, föddes i Elizabethtown 1940.
Från 1941 till 1949 var han chef för celloavdelningen vid Curtis Institute of Music i Philadelphia, och undervisade vid Tanglewood, Boston University och University of Southern California, där han stannade fram till sin död. 
Pjatigorskij deltog i en kammaregrupp med Arthur Rubinstein (piano), William Primrose (viola) och Jascha Heifetz (fiol), som gjorde flera inspelningar för RCA Victor. Han spelade också kammarmusik privat med Heifetz, Vladimir Horowitz, Leonard Pennario, och Nathan Milstein, och uppträdde i Carnegie Hall med Horowitz och Milstein på 1930-talet.

## Musikalitet
Pjatigorskij hörde till de mest kända solisterna på sitt instrument och hans inriktning som artist var att förmedla det maximala uttryck som gestaltas i ett musikstycke. Bland de kompositörer som skrev stycken för honom, kan räknas Sergej Prokofjev, Paul Hindemith, Mario Castelnuovo-Tedesco, William Walton, Vernon Duke och Igor Stravinskij.
Pjatigorskij hade ett magnifikt ljud som kännetecknades av ett distinkt snabbt och intensivt vibrato och han kunde med fulländad artikulation genomföra alla extremt svåra löpningar, inklusive en downbow staccato som andra stråkmusiker inte kunde undgå att vara imponerade av.